# Manoir de Montfort
Le château de Montfort, qui fut un fief de la cure de Chançay, se trouve au sommet du coteau au sud. Édifié au XVIe siècle, ce fut un manoir fortifié entouré de douves et son corps principal date du XVIe siècle. Il existe encore aujourd’hui tant à l’intérieur qu’à l’extérieur de nombreux témoignages datant de cette époque.
Ce château fait l’objet d’une inscription au titre des monuments historiques depuis le 18 mars 1947.